# Labyrinthine Heart
Labyrinthine Heart è il secondo album in studio del gruppo musicale statunitense Sleepthief, pubblicato il 31 agosto 2009 dalla Neurodisc.
Ne sono stati tratti due video: World Gone Crazy (la versione del video corrisponde allo Psychosomatic Mix, contenuto nel singolo) e Reason Why.
L'album, così come il resto della discografia,  è in vendita su iTunes dal 12 aprile 2013.

## Tracce
1. Here I Confess – 4:26
2. World Gone Crazy – 3:53
3. Skimming Stones (Reprise) – 3:48
4. Labyrinthine Heart – 4:07
5. A Kind Of Magic – 4:02
6. A Cut From The Fight – 3:50
7. Rainy World – 5:10
8. Ariadne (The Dividing Sea) – 3:48
9. Reason Why – 4:25
10. Fire King – 3:28
11. Reversals – 3:59
12. There's Something Going On – 4:33